# Iniuria
Die Iniuria (deutsch Injurie, „Rechtsverletzung“) bezeichnet im altzivilen römischen Recht das meistumfassende Delikt der Verletzung fremder Persönlichkeit. Ursprünglich fielen „Unrecht“ und „Personenverletzung“ in dem Begriff einheitlich aus. Der Generaltatbestand findet sich im „Schadenersatzrecht“ des Zwölftafelgesetzes. Dort wurden die Rechtsfolgen aufgeführt, die besonders die vorsätzliche Verletzung körperlicher Unversehrtheit sanktionierten. Bereits in spätrepublikanischer Zeit war die Schuld (culpa) Bestandteil des Deliktsrechts.
Ab der spätrepublikanischen Zeit wurden Rechtfertigungs- und Schuldausschließungsgründe formuliert. Lag ein Rechtfertigungsgrund (etwa Notwehr) vor, war die Tat nicht widerrechtlich; lag keine Schuld vor (etwa Befehlsnotstand), so war der Täter entlastet, obwohl die Tat widerrechtlich war.

## Vorklassisches Recht
Die Tatbestände, die das Rechtsgut der körperlichen Unversehrtheit schützten, umfassten zum einen den schweren, dauerhaft bleibenden Körperschaden. Die subsumierte Tat wurde, wenn kein Vergleich zustande kam, mit der Talion geahndet. Zum anderen waren einfache, nicht dauerhaft bleibende, Körperschäden mit einem festen Bußgeldsatz taxiert.

## Klassisches und spätklassisches Recht
Neben den Körperverletzungsdelikten wurden unter iniuria nun auch solche Delikte subsumiert, die einen rechtswidrigen, persönlichkeitsverletzenden Angriff auf die Ehre oder die Integrität einer Person darstellten. Hierzu wurden die Beleidigung, die Verleumdung und die üble Nachrede gezählt („Verbalinjurie“), ebenso unsittliches Nachstellen. Die Weiterentwicklung des römischen Rechts schloss die archaische Talion als Rechtsfolge dann aus. Der zur Sühne der Tat bestimmte Bußgeldsatz war nun am Einzelfall orientiert und wurde vom Gerichtsmagistraten, dem Prätor, nach seinem Ermessen festgesetzt.
Das Privatklagedelikt wurde vom Geschädigten mit der actio iniuriarum verfolgt.